# Ясиновка (Донецкая область)
Ясино́вка (ранее Ясиновский рудник) — посёлок (ранее горняцкий посёлок) в Донецкой области, подчинён Кировскому районному совету город Макеевка. 
Находится под контролем самопровозглашённой Донецкой Народной Республики.

## География

### Соседние населённые пункты по сторонам света
С: Красный Партизан, Лебяжье, Василевка (Макеевского горсовета)
СЗ: Василевка (Ясиноватского района)
СВ: Рясное
З: Землянки (примыкает), город Ясиноватая, Каштановое, Крутая Балка
В: Криничная
ЮЗ: Минеральное
ЮВ, Ю: город Макеевка

## История
До революции 1917 года горняцкий посёлок (селение) входил в состав Бахмутского уезда Екатеринославской губернии, затем вошёл в состав Авдеевского района, с августа 1930 года — в составе Макеевского городского совета.
С 1938 года — посёлок городского типа.
Во время Великой Отечественной войны, в 1941—1943 гг. посёлок находился под германской оккупацией.
В январе 1989 года численность населения составляла 3907 человек.
По состоянию на 1 января 2013 года численность населения составляла 3679 человек.

## Промышленность
Отделения совхоза «Криничанский» (мясомолочная и овощная продукция). Близ Ясиновки — добыча каменного угля.

## Транспорт
Расположен в 4 км от ж.-д. узла Ясиноватая. 

## Религия
В Ясиновке находится Свято-Николаевский храм Ясиноватского благочиния донецкой епархии украинской православной церкви Московского патриархата.

## Уроженцы
- А. В. Полупанов